# Warkauden Pallo -35
Warkauden Pallo -35 (WP 35) är en sportklubb i Varkaus i Finland, startad 1935. Klubben är främst berömd för sitt framgångsrika herrlag i bandy.

## Bandymeriter
- 16 finländska mästerskapsguld: 1943, 1945, 1946, 1947, 1948, 1950, 1952, 1954, 1965, 1966, 1967, 1971, 1993, 1994, 1995, 1996
- 7 finländska mästerskapssilver: 1938, 1944, 1970, 1972, 1974, 1976, 1992
- 14 finländska mästerskapsbrons: 1939, 1951, 1953, 1955, 1963, 1968, 1969, 1975, 1990, 1997, 1999, 2003, 2004, 2008
- Europacuptvåa 1993